# Ghumli

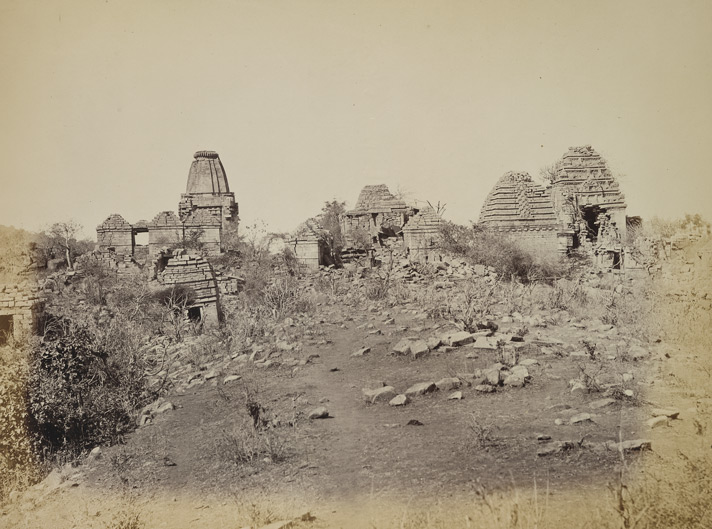
Sonkansari-Tempel

Ghumli (Gujarati ઘુમલી) ist ein ca. 1200 Einwohner zählendes Dorf auf der Halbinsel Kathiawar/Saurashtra im indischen Bundesstaat Gujarat.

## Lage und Klima
Das Dorf Ghumli liegt auf der Grenze zwischen den Distrikten Devbhumi-Dwarka und Jamnagar etwa 42 km (Fahrtstrecke) nordöstlich der Küstenstadt Porbandar in einer Höhe von ca. 55 m. Das Klima ist überwiegend trocken und warm; Regen (ca. 500 mm/Jahr) fällt hauptsächlich in der sommerlichen Monsunzeit.

## Geschichte
Ghumli (ehemals Bhutamabilika u. ä.) war im frühen Mittelalter (ca. 735–920) die Hauptstadt des Saindhava-Reiches, welches sich erstmals im Jahr 756 muslimischen Angriffen ausgesetzt sah, die jedoch abgewehrt werden konnten. Um das Jahr 1220 kam der Ort unter die Oberherrschaft der rajputischen Jethwa-Dynastie, die auch in der Zeit des seit 1206 regierenden islamischen Sultanats von Delhi weitgehend unabhängig blieb. Im Jahr 1313 erlitt Rana Bhanji Jethwa eine militärische Niederlage gegen einen konkurrierenden Zweig der Dynastie; Ghumli wurde zerstört und die Hauptstadt nach Ranpur verlegt. Im Jahr 1407 mussten sich die Jethwas dem Sultanat von Gujarat unterwerfen, welches im Jahr 1573 von den Moguln tributpflichtig gemacht wurde und ab 1819 unter die Oberhoheit der Briten geriet.

## Sehenswürdigkeiten
- Ca. 500 m südlich des Ortes befindet sich der im 12. oder 13. Jahrhundert von den Jethwas erbaute, später zerstörte und erst in der zweiten Hälfte des 20. Jahrhunderts restaurierte Navlakha-Tempel.
- In dessen Nähe befinden sich zwei Stufenbrunnen (vavs): Vikai Vav und Jetha Vav.

Umgebung
- Am Ufer eines wahrscheinlich natürlichen Teiches auf einer bewaldeten Anhöhe ca. 1,5 km südwestlich des Tempels befinden sich die Ruinen der vom 7./8. bis zum 11. Jahrhundert erbauten, zumeist ungegliederten und figurenlosen Sonkansari-Tempel. Wegen seines reich dekorierten, aber insgesamt doch altertümlichen Pyramidendaches (vgl. Gop-Tempel bei Zinavari) ist der Tempel Nr. 1. ganz besonders hervorzuheben.[2][3]